# Геренук
Герену́к, или жирафовая газель (лат. Litocranius walleri) — африканская антилопа из семейства настоящих антилоп, в котором образует отдельный род. Её название, вероятно, происходит от сомалийского слова «гарануг».

## Описание
Благодаря особо длинной и тонкой шее и длинным ногам геренука ни с кем нельзя спутать. Его высота в холке составляет 95 см, масса — 35—52 кг. Шерсть сверху красновато-коричневая, по бокам более светлая. Чёткая линия отделяет почти белую нижнюю часть тела. Вокруг глаз находятся белые пятна, которые сужаются в сторону рта. Рога имеются только у самцов, они весьма толстые и короткие, длиной до 30 см. Их форма — своеобразно выгнутая назад дуга, которая на конце меняет направление изгиба и выгибается вперёд.

## Распространение
Ареал геренуков охватывает земли от Эфиопии и Сомали до севера Танзании. В исторические времена геренуки обитали также в Судане и в Египте, но уже долгое время там искоренены. Ареалом обитания геренуков являются прежде всего сухие территории, как правило поросшие колючим кустарником саванны.
Обитает в засушливых или относительно влажных степях с зарослями кустарников, на равнинах и холмах, поднимается в горы до 1800 м.

## Поведение

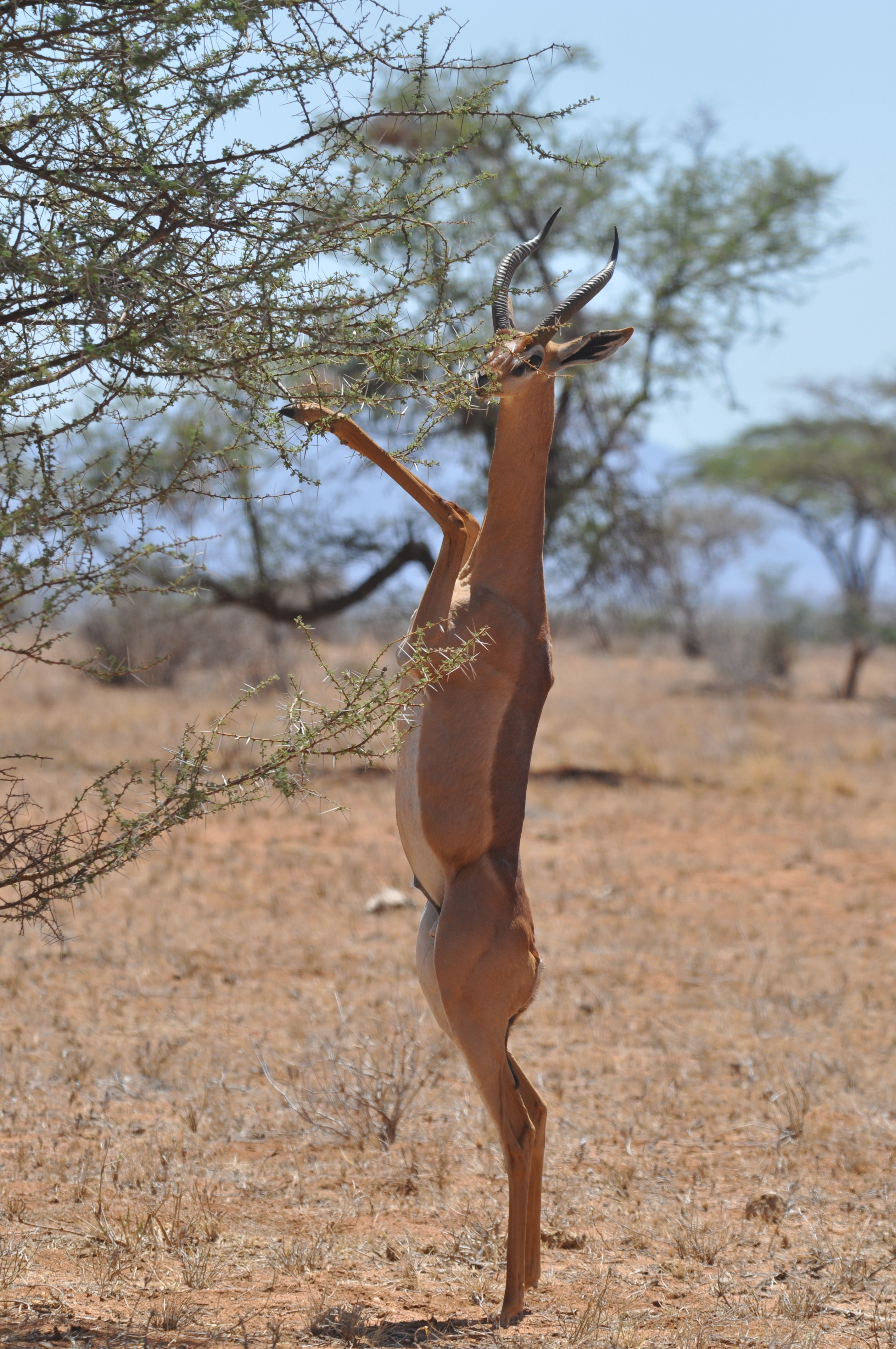
Геренуки едят, стоя на задних ногах

На сухих территориях геренуки могут очень долго обходиться без воды. Они питаются исключительно листьями и наподобие неродственным им жирафам развили для этого в процессе эволюции длинную шею и конечности. Как и у жирафа у них весьма жёсткий язык, а также удлинённые и нечувствительные довольно подвижные губы, которыми они могут обхватывать колючие ветки. Голова геренука относительно мала, что позволяет ему уклоняться от острых шипов. Для того чтобы дотянуться до высоких веток, геренук становится на задние ноги, опираясь передними о ствол дерева благодаря бедренному суставу, имеющему шарнирное соединение.
Активны утром и вечером. Питаются листьями, побегами и веточками кустарников и деревьев.
Самки живут вместе с молодняком в небольших группах от двух до пяти особей. Взрослые самцы живут поодиночке и владеют собственной территорией. Во время брачных периодов они пытаются удержать самок на своей территории, чтобы с ними спариваться.

## Статус популяции
Геренуки, вероятно, никогда не были особо многочисленными животными. Из-за привычки жить поодиночке они часто не бросаются в глаза среди крупных стад иных копытных, встречающихся в саваннах. Из-за охоты геренуки за последние десятилетия стали ещё реже. Большинство геренуков живёт в наши дни в Эфиопии. Их общая численность составляет 70 тысяч особей. Вид занесён в международную Красную книгу.

## Подвиды
Геренук образует 2 подвида, которые в настоящее время некоторыми исследователями выделяются в отдельные виды:
- Litocranius walleri walleri (Brooke, 1878) — Южный геренук[5], номинативный подвид, северо-восточная Танзания, Кения, юг Сомали до реки Уэби-Шабелле;
- Litocranius walleri sclateri (Neumann, 1899) — Северный геренук[5], южная и восточная Эфиопия, юг Джибути, север и центр Сомали восточнее реки Уэби-Шабелле.

## Прочее
Геренук местами довольно многочислен, так как сомалийцы не охотятся на него и не едят его мясо. По народным поверьям, убийство геренука повлечёт за собой гибель верблюдов, которые считаются родственниками антилопы и составляют главную ценность кочевников.
Судя по наскальным изображениям, относящимся к 4000—2900 гг. до н. э. и найденным на правобережье Нила (в Вади Саб), попытки приручить геренука предпринимались уже древними египтянами.